# Шенау-ан-дер-Бренд
Шенау-ан-дер-Бренд (нім. Schönau an der Brend) — громада в Німеччині, розташована в землі Баварія. Підпорядковується адміністративному округу Нижня Франконія. Входить до складу району Рен-Грабфельд. Складова частина об'єднання громад Бад-Нойштадт-ан-дер-Заале.
Площа — 15,58 км2. Населення становить 1204 ос. (станом на 31 грудня 2020).

## Галерея

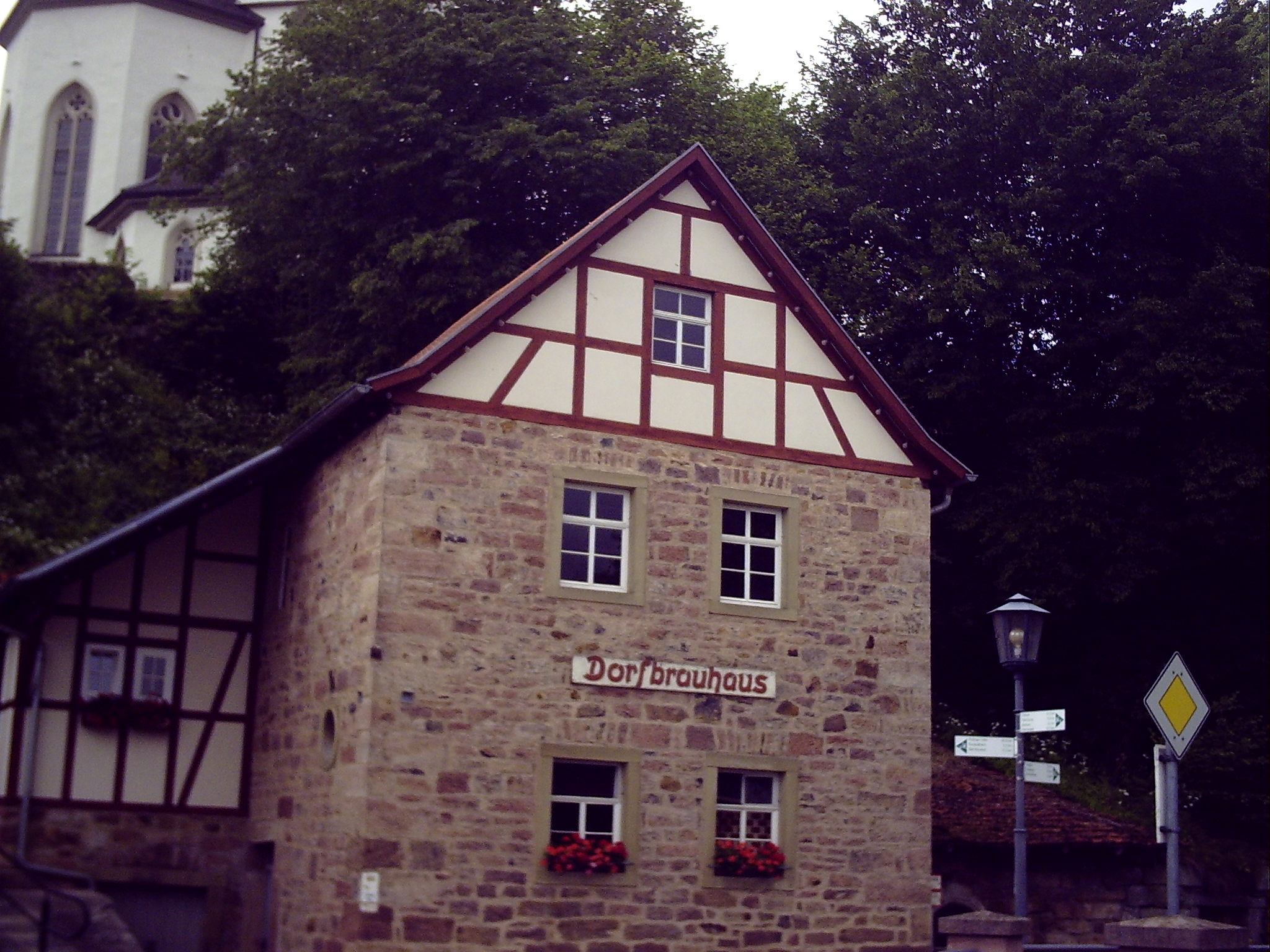
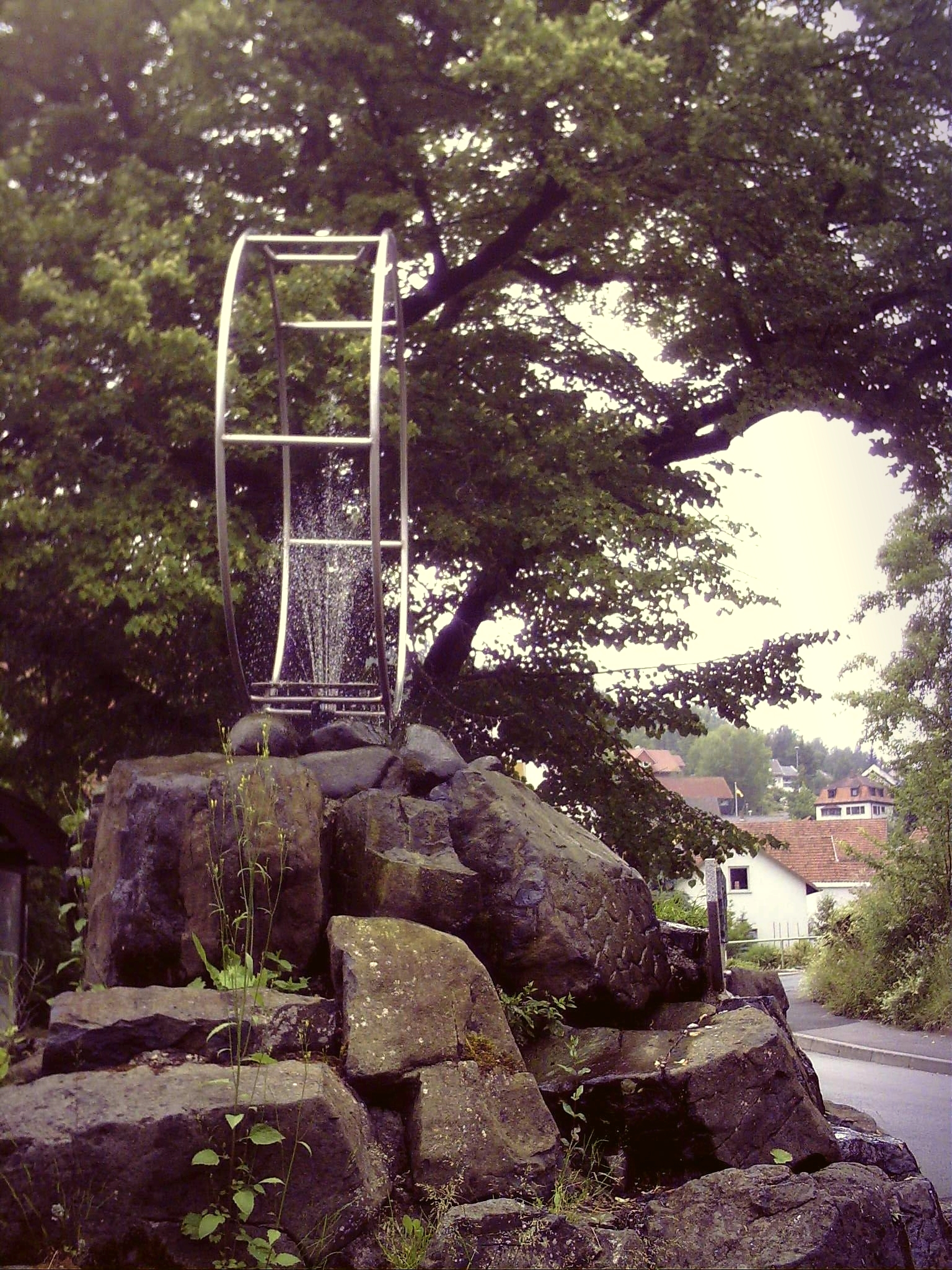